# Stanley Turrentine

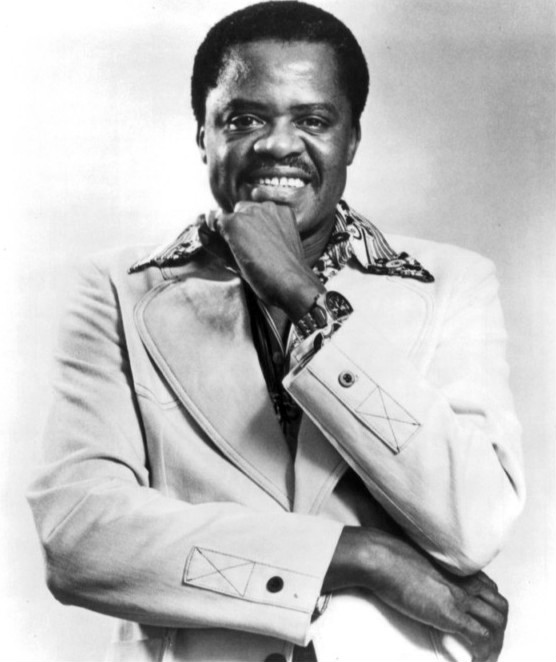
Stanley Turrentine

Stanley William Turrentine, född 5 april 1934, död 12 september 2000, var en amerikansk jazzsaxofonist, också känd som "Mr. T" eller "The Sugar Man".
Turrentine föddes i Pittsburghs Hill District in i en musikfamilj: hans pappa var spelade saxofon, hans mamma spelade piano, och hans äldre broder Tommy spelade trumpet. Han började sin karriär inom blues och rhythm and blues-band, och var i början mycket influerad av Illinois Jacquet. Under 1950-talet gick han vidare med att spela med Lowell Fulson, Earl Bostic, och Max Roachs band.
1960 gifte han sig med organisten Shirley Scott och de spelade mycket tillsammans. Under 1960-talet började han arbeta med organisten Jimmy Smith, och spelade in flera soul jazz-inspelningar både med Smith och även under eget namn. På 1970-talet bytte han stil till jazz fusion. Han arbetade med Milt Jackson, Bob James, Richard Tee, Idris Muhammad, Ron Carter och Eric Gale, för att nämna några. Han återvände till soul jazz under 1980-talet och fortsatte med det till 1990-talet. Turrentine bodde i Ft. Washington, Maryland från i början av 1990-talet ända till han avled. Han dog av stroke i New York den 12 september 2000. Han är begravd i Pittsburghs Allegheny Cemetery.